# Brithys crini
Brithys crini là một loài bướm đêm trong họ Noctuidae.

## Hình ảnh

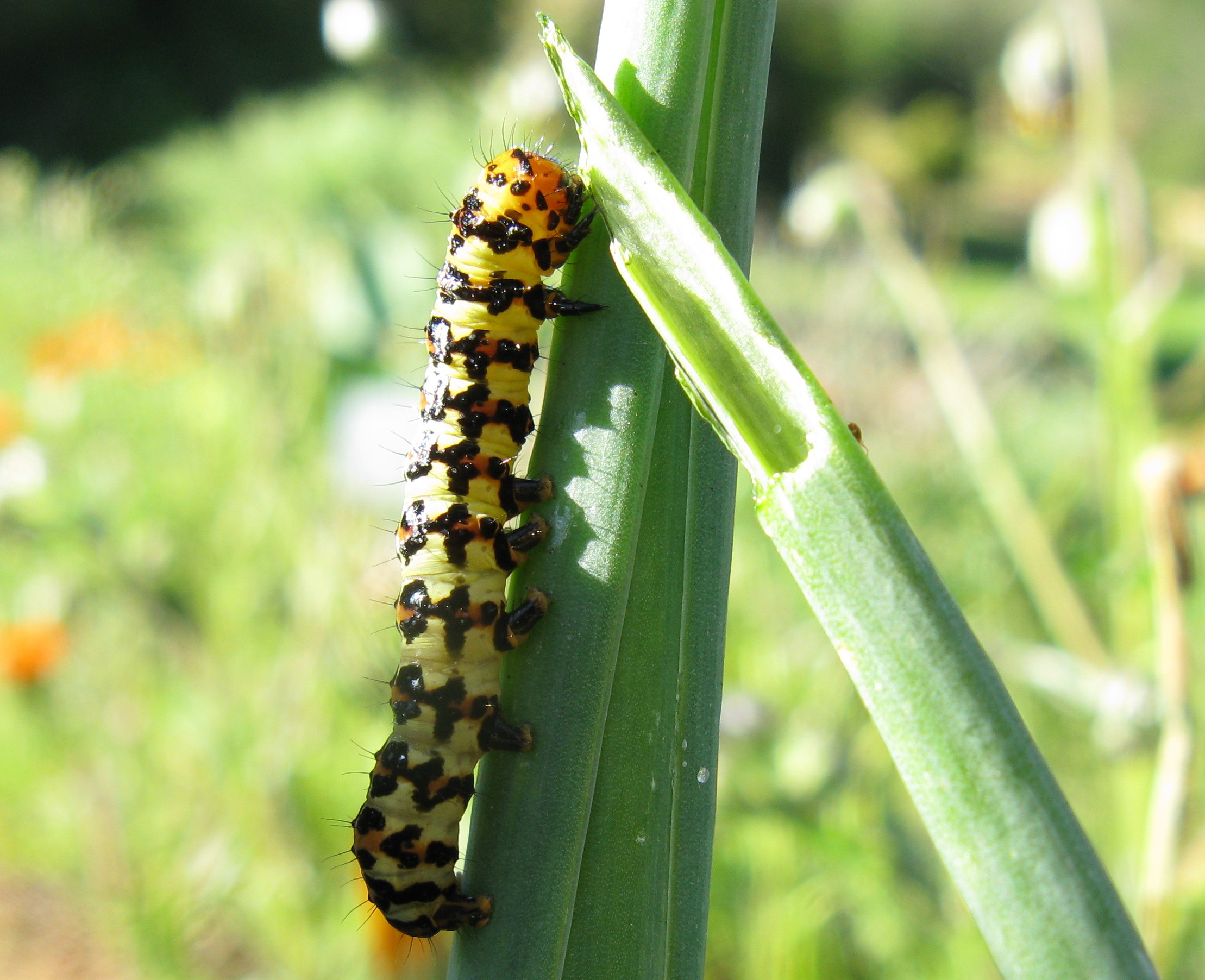
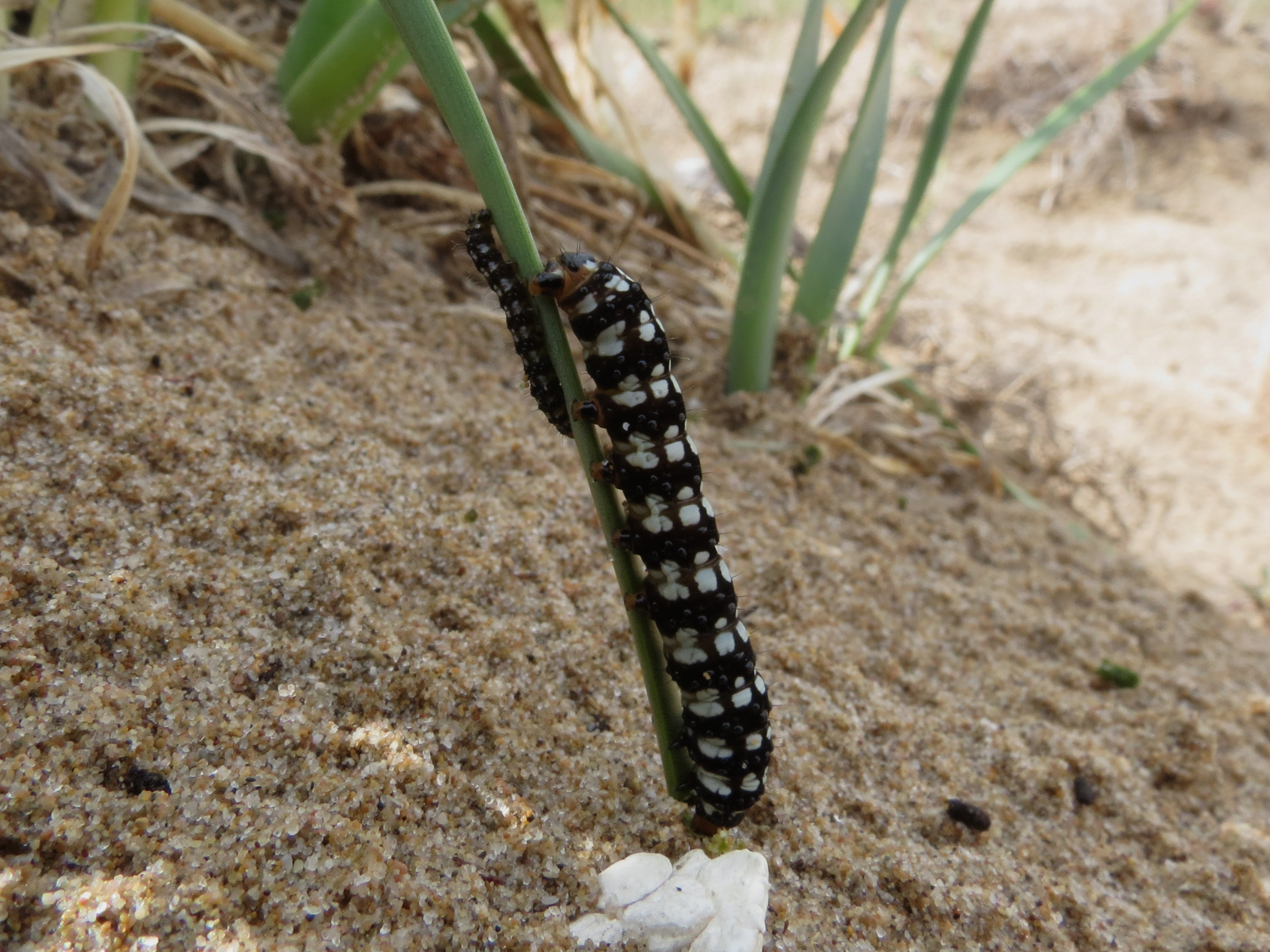
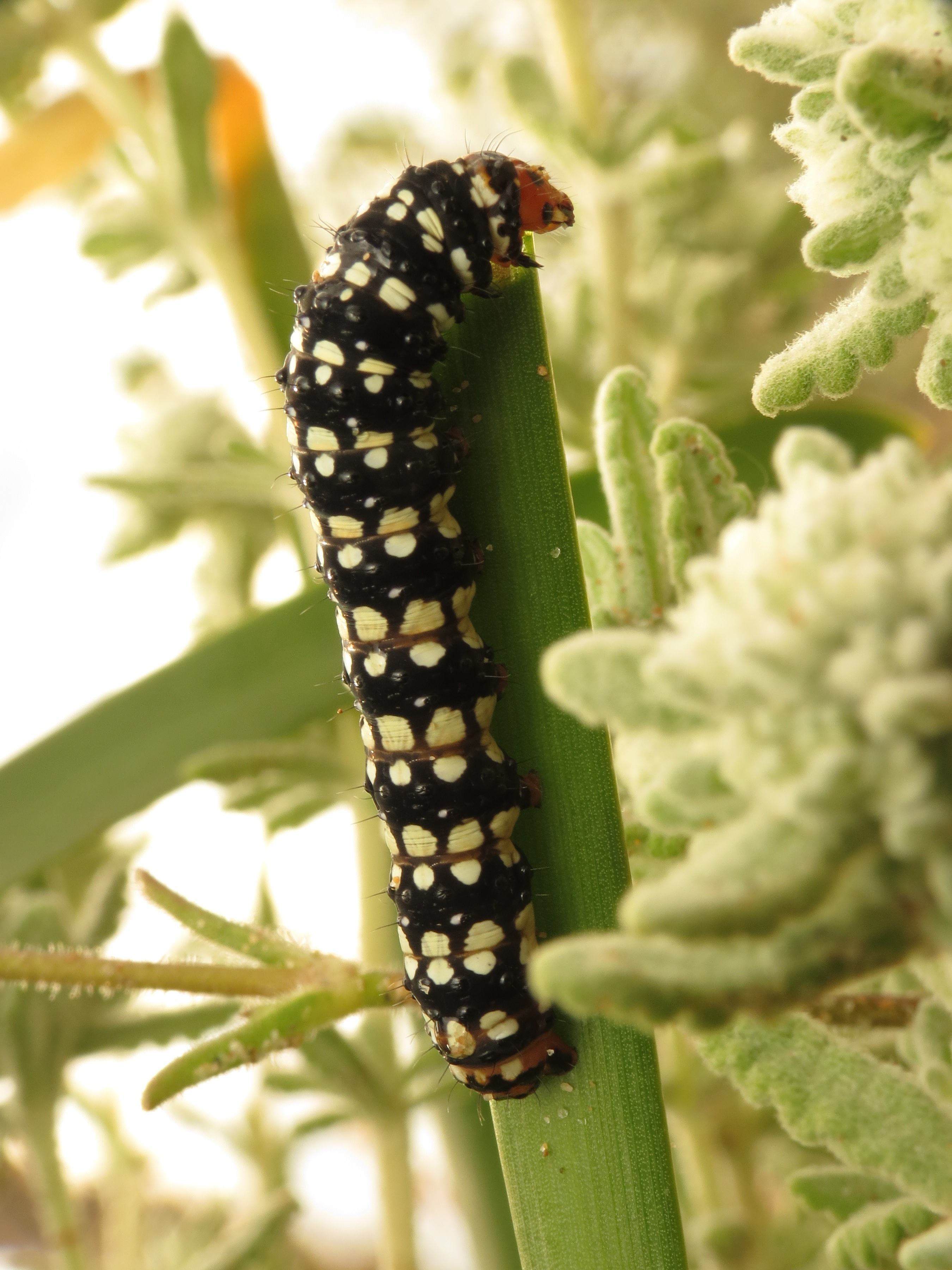
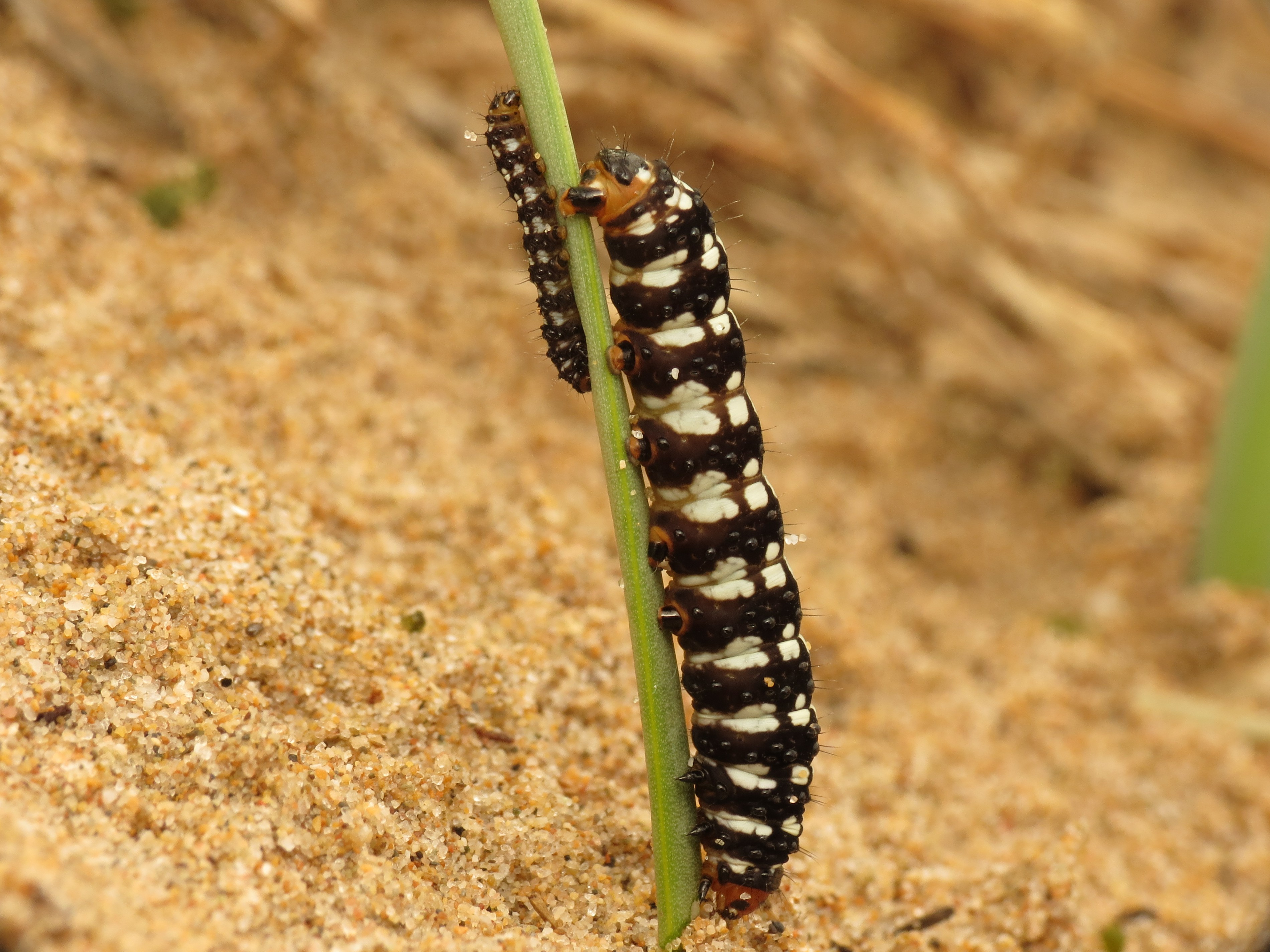